# Østlandet
Østlandet is een historische regio in het oosten van Noorwegen. Ze bestaat uit de provincies Akershus, Buskerud, Hedmark, Oppland, Oslo, Østfold, Telemark en Vestfold.
In Østlandet wonen ruim 2,5 miljoen mensen, wat vrijwel de helft van de totale bevolking van Noorwegen is. De grootste stad is Oslo.
Nord-Norge · Trøndelag · Vestlandet · Sørlandet · Østlandet